# Club Sportif Sfaxien
El Club Sportif Sfaxien, també anomenat CSS (àrab: النادي الرياضي الصفاقسي, an-Nādī ar-Riyāḍī aṣ-Ṣafāqusī, ‘Club Esportiu de Sfax’), és un club de futbol tunisià de la ciutat de Sfax.

## Història
El club va ser fundat el 1928 amb el nom de Club Tunisien, i usava un uniforme verd i vermell a franges verticals. Ascendí a primera divisió el 1947. L'any 1962 canvià el nom pel de Club Sportif Sfaxien i els colors per les franges blanques i negres.

## Seccions
- Futbol
- Basquetbol
- Voleibol
- Rugbi
- Boxa
- Halterofília
- Judo

## Palmarès
- Lliga tunisiana de futbol[2]
  - 1969, 1971, 1978, 1981, 1983, 1995, 2005, 2013

- Copa President tunisiana[3]
  - 1971, 1995, 2004

- Copa de la Lliga tunisiana de futbol
  - 2003
- Copa Confederació africana de futbol
  - 2007
- Copa de la CAF de futbol
  - 1998
- Lliga de Campions aràbiga
  - 2000, 2004

## Jugadors destacats
- Hatem Trabelsi
- Khaled Fadhel
- Skander Souayah
- Sami Trabelsi
- Sofiane Feki
- Abdelkarim Nafti
- Haykel Guemamdia
- Tarik El Taib
- Lelo Mbele - Al-Hilal
- Papa Malick Ba

## Entrenadors destacats
- Michel Decastel